# ريكس وليامز
ريكس وليامز (بالإنجليزية: Rex Williams)‏ هو لاعب سنوكر بريطاني، ولد في 20 يوليو 1933 في Halesowen ‏ في المملكة المتحدة.